# Aphestia nigra
Aphestia nigra är en tvåvingeart som beskrevs av Jacques-Marie-Frangile Bigot 1878. Aphestia nigra ingår i släktet Aphestia och familjen rovflugor. Inga underarter finns listade i Catalogue of Life.